# Paul Berthelot
Paul Marcel Berthelot, também conhecido pelo pseudônimo Marcelo Verema (Auxerre, 26 de julho de 1881 – Conceição do Araguaia, 2 de novembro de 1910), foi um anarquista e esperantista francês. Berthelot é conhecido por fundar a revista Esperanto, órgão oficial do movimento esperantista, e a International Social Review.

## Vida
Berthelot nasceu em Auxerre, França, em 1881, filho de Paul Bert, cientista francês, Ministro da Educação na França e administrador colonial da Indochina Francesa. Aprendeu Esperanto em 1900, quando estudava no Liceu de Reims. Mais tarde, ele estudou medicina em Paris, mas logo deixou a França para escapar do serviço militar e ganhava a vida como tipógrafo. Propagandista entusiasta do Esperanto, fundou a associação Espero Kataluna em 1904, que reuniu esperantistas catalães de ambos os lados dos Pirenéus e editou o seu boletim informativo. Durante sua residência no norte da Catalunha, fundou também a revista Esperanto, órgão oficial do movimento esperantista (18 de junho de 1905), que entregou em 1907 a René de Saussure e Hector Hodler. Ele imprimiu a primeira tentativa de dicionário Esperanto-Esperanto (com definições das raízes editadas em Esperanto). Ele também foi promotor da revista Internacia Socia Revuo. Depois de passar pela Suíça e Espanha, partiu para a América do Sul, onde continuou a sua propaganda.

### América do Sul
Viajou para a América do Sul e depois de ficar por um tempo em Montevidéu, foi ao Rio de Janeiro em 1907 para participar do Congresso Brasileiro de Esperanto, quando conheceu Neno Vasco, chefe do anarquista Grupo Terra Livre. No Rio tornou-se professor de francês e esperanto na Escola Berlitz, e mais tarde foi diretor de sua filial em Petrópolis. Ele perdeu esta posição por causa da sua propaganda anti-guerra. Publicou artigos no jornal A Voz do Trabalhador, publicado pela COB, confederação anarquista de trabalhadores.
Ele foi membro da Lingva Komitato, um dos órgão dirigentes do movimento esperantista mundial, a partir de 1909.
Após um período de miséria, pretendia voltar para a Europa, mas depois se interessou pelos costumes dos indígenas brasileiros. Ele foi primeiro à aldeia de Dumbá, município de Leopoldina (mais tarde renomeado para Aruanã), estado de Goiás, às margens do rio Araguaia, para tentar criar uma fazenda anarquista, a Colônia Agrícola Socialista nos sertões do Araguaia. Após o fracasso dessa ideia, permaneceu na vila de Aruanã, no mesmo município, como superintendente de navegação fluvial da Companhia de Navegação do Araguaia, sob a proteção do senador Urbano de Gouveia. Lá estudou os indígenas e sua língua, colaborou com jornais paulistas e escreveu o livro em francês L'Évangile de l'Heure ("O Evangelho da Hora") que seria publicado em 1912, em Paris. É uma parábola sobre o ensino de Jesus Cristo do ponto de vista libertário. Assim, ele faz um apelo à perseguição das paixões, ao não pagamento de rendas, à solidariedade dos trabalhadores, à justiça equitativa, à coletivização da terra, à desobediência ao Estado e às religiões, etc. Depois tentou continuar sua viagem para o Norte, com destino a Belém do Pará, mas foi impedido por motivos de saúde .

### Morte
Gravemente afetado pela tuberculose, passou suas últimas semanas em Conceição do Araguaia, ensinando Esperanto aos monges que cuidavam dele e preparando com eles um livro didático de Esperanto em latim, Compendium grammaticae Esperanti. Faleceu em 2 de novembro de 1910.